# Orthotrichum subpumilum
Orthotrichum subpumilum är en bladmossart som beskrevs av Edwin Bunting Bartram och Jette Lewinsky 1992. Orthotrichum subpumilum ingår i släktet hättemossor, och familjen Orthotrichaceae. Inga underarter finns listade i Catalogue of Life.